# 以母
以母（白一平轉寫：y-）是中古汉语的一个声母，属喉音，次浊声母。

## 擬音
各家擬音通常將以母擬成零聲母，由於喻四歸定，它是一個摩擦度比較大的聲母，可以擬爲半元音/j/。
中古以母字除了夷在切和與改切全是三等字。
| 聲母 | 高本漢 | 李方桂 | 陸志韋 | 王力 | 周法高 | 李榮 | 邵榮芬 | 蒲立本 | 董同龢 | 鄭張尚芳 | 潘悟雲 | 《廣韻》字數 |
| ---- | ------ | ------ | ------ | ---- | ------ | ---- | ------ | ------ | ------ | -------- | ------ | ------------ |
| 以   | (無)   | j      | j      | j    | (無)   | (無) | (無)   | j      | (無)   | j        | j      | 966          |

## 现代方言、语言中的读音
在今日的北京音系中，以母爲零聲母，平聲聲調爲陽平。極少數（銳睿容融等）讀r。
在吳語（寧波、台州、溫州等喻母脫落的沿海方言除外）中，喻母（母與以母）被整體保留爲[ɦ]，區別於影母三等[ʔj]，少部分/ɦw/演化爲[v]、少部分脫落。然而溫州話中存在半元音[j]聲母，並與零[ʔ]聲母細音對立，卽喻母整體讀如以母，故可認爲除甬台地區外吳語整體保留喻母，溫州影喻匣三分。
在閩語白讀音中，*ɢ類以母與云母類似，少數字淸化後[h]音被保留，但不系統；*l類與*ɢ類以母少數字淸化後保留齒音（精或心母）。因此在閩語白讀音存在齒音或[h]音的少數情況下可以此規則區分判斷歸定喻四和歸匣喻三，歸匣喻四不好判斷。